# Lachesilla rossica
Espèce
Lachesilla rossica est une espèce rare d'insectes psocoptères de la famille des Lachesillidae, décrite en 1953 d'après des spécimens trouvés dans le sud de la Russie.
De manière surprenante, cette espèce a été retrouvée dès 1991 dans le vallon de l'Allondon où elle semble constituer une population viable, comprenant des mâles et des femelles. On peut l'y trouver dans les saponaires qui croissent sur les bancs de graviers près de la rivière. Elle a aussi été signalée d'Albanie en 2015 .